# Эшвен, Жиль
Жиль Эшвен (фр. Gilles Échevin; род. 1 сентября 1948, Bouillante) — французский легкоатлет, специалист по бегу на короткие дистанции. Выступал на профессиональном уровне в 1970-х годах, победитель Средиземноморских игр, чемпион Франции, участник летних Олимпийских игр в Монреале.

## Биография
Жиль Эшвен родился 1 сентября 1948 года в коммуне Буйант, Гваделупа. Занимался лёгкой атлетикой в клубе ASPP в Париже.
Впервые заявил о себе на международном уровне в сезоне 1971 года, когда вошёл в состав французской сборной и выступил на чемпионате Европы в Хельсинки, где в зачёте бега на 100 метров в финале финишировал восьмым.
В 1973 году, выиграв соревнования в Коломбе, стал чемпионом Франции в дисциплине 100 метров.
В 1975 году в 100-метровом беге с личным рекордом 10,38 выиграл чемпионат Франции в Сент-Этьене, в эстафете 4×100 метров вместе с соотечественниками одержал победу на Средиземноморских играх в Алжире.
Благодаря череде успешных выступлений в 1976 году удостоился права защищать честь страны на летних Олимпийских играх в Монреале — в программе 100 метров остановился в четвертьфинале, тогда как в эстафете 4×100 метров его участие не потребовалось.
В 1977 году отметился победой в беге на 100 метров в матчевой встрече со сборной Румынии в Бухаресте.
В 1978 году бежал 60 метров на чемпионате Европы в помещении в Милане, сумел дойти до полуфинала, установив при этом свой личный рекорд — 6,78.
В 1979 году стартовал в дисциплине 60 метров на чемпионате Европы в помещении в Вене, в финал не вышел. В дисциплине 100 метров был лучшим в матчевой встрече со сборной Венгрии в Невере.
В 1980 году на соревнованиях в Гренобле установил личный рекорд в беге на 50 метров — 5,77. Принимал участие в чемпионате Европы в помещении в Зиндельфингене, где на дистанции 60 метров не смог преодолеть предварительный квалификационный этап.